# 대여금
대여금(貸與金, loan, loans)이란 금전을 대여한 경우에 하는 회계처리 계정이다. 대여금은 유동성 여부에 따라 만기가 1년 이내인 단기대여금과 만기가 1년 이후인 장기대여금으로 구분된다.

## 같이 보기
- 융자